# Mącznik (województwo zachodniopomorskie)
Mącznik (niem. Alte Mühle) – osada w Polsce położona w województwie zachodniopomorskim, w powiecie kołobrzeskim, w gminie Siemyśl, należąca do sołectwa Nieżyn.
Według danych z 31 grudnia 2013 r. Mącznik miał 40 mieszkańców.
Niemiecka nazwa wsi pochodzi od istniejącego nad rzeką Błotnicą młyna. W 1867 r. mieszkały tu 2 rodziny – chłopska i młynarska. Do 1945 r. wchodził w skład Niemiec jako część gminy (Gemeinde – odpowiednik polskiego sołectwa) Nieżyn, od 1945 r. w granicach Polski. W latach 1950–1998 miejscowość administracyjnie należała do województwa koszalińskiego.